# Mota (Motorradmarke)
Mota war die Markenbezeichnung für motorisierte Zweiräder der gleichnamigen MOTA Maschinenbau GmbH in Nagold.

## Geschichte
MOTRA Maschinenbau wurde 1946 vom Privatpiloten Wolfgang Schlegel in Nagold, Baden-Württemberg gegründet. Das Unternehmen fertigte zunächst Teile für die Automobil- und Maschinenbauindustrie, weshalb es 1950 zu einer Umfirmierung in die MOTA Maschinenbau GmbH kam und gleichzeitig die Fahrzeug- und Schraubstockproduktion aufgenommen wurde.
Es wurden Zweiradmotoren, Mopeds und Kleinkrafträder hergestellt.
Ab 1954 fusionierte MOTA Maschinenbau mit Eugen Metzger zur Metzger & Schlegel KG. Der Standort wechselte nach Fellbach bei Stuttgart.
Anfang der 1950er Jahre wurde MOTA als kleinster deutscher Motorradhersteller gelistet, da das Unternehmen im Unterschied zu einigen anderen Herstellern seine Motoren selbst fertigte und sogar an andere Kraftradhersteller vertrieb. Hersteller, die Motoren von z. B. Sachs oder ILO einbauten, wurden hingegen als Konfektionäre bezeichnet.
Im Archiv des Deutschen Museums in München sind Unterlagen über das Unternehmen MOTA Maschinenbau GmbH <Nagold> und METZGER & SCHLEGEL KG <Fellbach> archiviert.

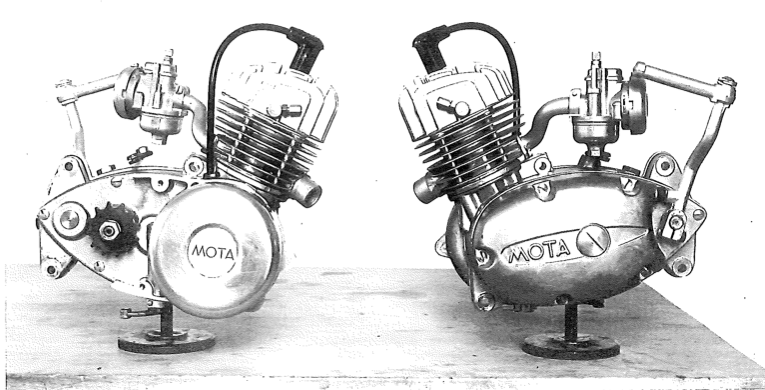
Zwei Motoren des Unternehmens MOTA Maschinenbau

Nach einer erneuten Umfirmierung 1959 zur SCHLEGEL KG wechselte das Unternehmen nach Öhringen bei Heilbronn und stellte spätestens zu diesem Zeitpunkt die Zweiradproduktion bis auf weiteres ein. Ebenso wurde 1979 die Schraubstockfertigung SCHLEGEL ausgegliedert und die Durbal GmbH & Co. KG neu gegründet, welche auf hochwertige Gelenklager und Gelenkköpfe spezialisiert ist.

## Modelle

### Mota - Wiesel
Zwischen 1948 und 1952 entwickelte das Unternehmen ein Fahrzeug, das Eigenschaften von Roller und Motorrad kombinierte.
Das Wiesel, zunächst Motra-Wiesel genannt, hatte Beinschilde und in einigen Ausführungen einen Gepäckträger im Durchstieg. Die verschiedenen Einzylinder-Zweitaktmotoren mit wahlweise 50, 75 oder 98 cm³ produzierte Mota selbst.
Der Sattel war größtenteils nicht höhenverstellbar, konnte jedoch vor- oder zurückversetzt werden. Hinter dem Sattel war eine zylinderförmige Werkzeugbox aus Metall angebracht.

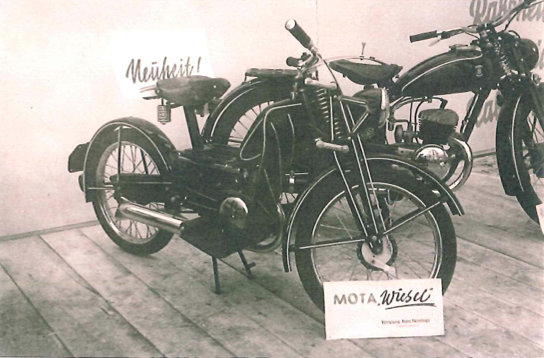
Das „Wiesel“ wurde zwischen 1948 und 1952 produziert.

Bei der Produktion des Wiesels wurden zugelieferte Komponenten verwendet:
- Lampen von Hella
- gefederte Sättel von VELEDA
- Naben und Bremsen von Pränafa (Solingen)
- Tachometer von VEIGEL

1950 nahmen der damalige Werksingenieur und Produktionsmeister mit drei Wiesel-Fahrzeugen an der ADAC Deutschlandfahrt teil.
Trotz des internationalen Erfolges ist anzunehmen, dass der Motorroller nur in dreistelliger Anzahl hergestellt wurde, da die bekannten Fahrzeuge in Museums- und Sammlerbesitz Seriennummern im 100er- und 300er-Bereich tragen. Die Produktion des Wiesels wurde 1952 eingestellt.

### Motte 1
Nach der Produktionseinstellung des Wiesels ist für 1954 der Vertrieb eines weiteren 1-Gang Mopeds mit firmeneigenem Einzylinder-Zweitaktmotor nachweisbar. Das Fahrzeug wurde zwischen 1954 und 1959 von der Metzger & Schlegel KG in Fellbach hergestellt und kostete damals 485,- DM.
Technische Daten
- Hubraum: 49 cm³ (Bohrung 38 mm, Hub 43 mm)
- Verdichtung 6:1
- Dauerleistung 1,6 PS (1,2 kW) bei 4500/min
- Abmessung: Länge 190 cm; Breite 62 cm; Höhe 95 cm
- Gewicht: 36 kg
- Getriebe und Antrieb: 1 Gang, Mehrscheibenkupplung
- Rahmen: Tiefziehblechpressrahmen
- Federung: vorn Pendel(Feder)gabel, hinten starr[8]
- Bereifung: vorne 26 × 2,00; hinten 26 × 2,00
- Bremsen: vorne Innenbackenbremsen; hinten Rücktrittbremsnabe
- Tankinhalt: 5,5 Liter
- Verbrauch: Normverbrauch 1,8 L/100 km

### Mota Teddy
Den Motorroller Teddy gab es mit 49 cm³ und 99 cm³ Hubraum. Er hatte 3 Gänge, 12-Zoll-Räder und vorn und hinten Schwingen.

### Mota - Sport
Mitte der 1950er Jahre wurde versucht, durch Kooperation mit italienischen Zulieferern ein sportliches und damit für jüngere Kunden attraktives Modell auf den Markt zu bringen.
Dieses Modell wurde z. B. in der Zeitschrift „Das Moped und der Kleinroller“ Nr. 6 1955 vorgestellt.

## Belege
1. ↑  http://mo-ped.se/werke/metzger.htm
2. ↑  http://www.deutsches-museum.de/archiv/bestaende/firmenschriften/m/
3. ↑  Unternehmensgeschichte von MOTRA Maschinenbau GmbH - Durbal (Memento vom 4. März 2011 im Internet Archive)
4. ↑  GTUE Oldtimerservice. Technische Informationen zum "Wiesel". (Memento vom 26. August 2014 im Internet Archive)
5. ↑  Erwin Tragatsch: Motorräder - Deutschland, Österreich, Tschechoslowakei 1894-1971. Eine Typengeschichte. 2. Auflage, Motorbuch, Stuttgart 1971. S. 223. DNB 720107881
6. ↑  Teilnehmerliste (MS Excel; 58 kB)
7. ↑  Technische Details über das Zweikraftrad "Motte I".
8. ↑  Das Moped und der Kleinroller 1956, Nr. 3, S. 91. DNB 018042171
9. ↑  Hans Trzebiatowsky (Hrsg.): Motorräder, Motorroller, Mopeds und ihre Instandhaltung. Pfanneberg, Gießen 1955. S. 932–933.